# میستتشکو ترناوکا
میستتشکو ترناوکا (به چکی: Městečko Trnávka) یک منطقهٔ مسکونی در جمهوری چک است که در ناحیه سویتاوی واقع شده‌است. میستتشکو ترناوکا ۵۰٫۲۷ کیلومتر مربع مساحت و ۱٬۴۲۷ نفر جمعیت دارد و ۳۱۸ متر بالاتر از سطح دریا واقع شده‌است.